# Нафпактос
Нафпактос, некада познат и као Лепант (грч.: Ναύπακτος — Naupactus, Nafpaktos, ита., шпа.: Lepanto) град је у западној Грчкој. Нафпактос је трећи по величини и значају град округа Етолија-Акарнанија у оквиру периферије Западна Грчка.
Нафпактос, некадашњи Лепант, је познат по Бици код Лепанта, највећој поморској бици између Османлија и снага Запада.

## Положај
Нафпактос се налази у западном делу Грчке, у историјској области Етолија, на 220 км удаљености западно од Атине и 25 км северно од Патраса. Град се налази стешњен између мора и Етолијских планина, на северној обали Коринтског залива. Река Морнос се улива у море близу Нафпактоса.

## Становништво
У последња три пописа кретање становништва Нафпактоса било је следеће:
| 1981. | 1991.  | 2001.  |
| ----- | ------ | ------ |
| 9.012 | 10.854 | 12.924 |

| 1981. | 1991.  | 2001.  |
| ----- | ------ | ------ |
| -     | 15,045 | 18,231 |

## Галерија слика
- Поглед на град и залив са брда
- Млетачка тврђава
- Стара лука
- Споменик Мигелу Сервантесу